# Iva Majoli
Iva Majoli, née le 12 août 1977 à Zagreb (Croatie), est une joueuse de tennis croate, professionnelle dans les années 1990 et jusqu'en juin 2004.

## Carrière tennistique
Iva Majoli commence sa carrière sur le circuit WTA en août 1991.
Son solide jeu de fond de court, dont la puissance et la précision ne sont pas sans rappeler celui de Monica Seles, lui assure des progrès rapides. Très vite, elle gagne ses premiers tournois importants (l'Open de Zurich en 1995, l'Open de Tokyo en 1996) et s'installe parmi les dix meilleures joueuses du monde (4e mondiale le 5 février 1996).
En juin 1997, à dix-neuf ans et contre toute attente, elle remporte Roland-Garros face à la favorite et numéro un mondiale de seize ans, Martina Hingis, ce qui constitue le seul titre du Grand Chelem à son palmarès.
Par la suite, des blessures à répétition (notamment à l'épaule) et ses tribulations dans la jet set (largement commentées dans la presse populaire) la tiennent régulièrement éloignée des courts. En dépit d'un dernier succès à Charleston en avril 2002, la qualité de son jeu décline peu à peu.
Redescendue fin 2003 au 131e rang, son inconstance et son manque de résultats la poussent finalement à annoncer sa retraite sportive, le 12 juin 2004, à l'âge de vingt-sept ans.
Iva Majoli a remporté huit tournois en simple et un en double dames, tous comptant parmi les plus prestigieux du circuit.
En 2015, elle reprend la compétition lors du tournoi de Moscou en double dames.
En 2023, elle prend la direction de la Hopman Cup, programmée à nouveau après trois ans d'interruption, à Nice, en France.

## Palmarès

### Titres en simple dames
| No | Date       | Nom et lieu du tournoi         | Catégorie | Dotation    | Surface         | Finaliste         | Score         |          |
| -- | ---------- | ------------------------------ | --------- | ----------- | --------------- | ----------------- | ------------- | -------- |
| 1  | 02-10-1995 | European Indoors, Zurich       | Tier I    | 806 250 $   | Moquette (int.) | Mary Pierce       | 6-4, 6-4      | Parcours |
| 2  | 09-10-1995 | Porsche Tennis GP, Filderstadt | Tier II   | 430 000 $   | Dur (int.)      | Gabriela Sabatini | 6-4, 7-6      | Parcours |
| 3  | 29-01-1996 | Toray Pan Pacific Open, Tokyo  | Tier I    | 926 250 $   | Moquette (int.) | Arantxa Sánchez   | 6-4, 6-1      | Parcours |
| 4  | 19-02-1996 | Faber Grand Prix, Essen        | Tier II   | 450 000 $   | Moquette (int.) | Jana Novotná      | 7-5, 1-6, 7-6 | Parcours |
| 5  | 17-02-1997 | Faber Grand Prix, Hanovre      | Tier II   | 450 000 $   | Moquette (int.) | Jana Novotná      | 4-6, 7-6, 6-4 | Parcours |
| 6  | 28-04-1997 | Rexona Cup, Hambourg           | Tier II   | 450 000 $   | Terre (ext.)    | Ruxandra Dragomir | 6-3, 6-2      | Parcours |
| 7  | 26-05-1997 | Roland-Garros, Paris           | G. Chelem | 4 566 003 $ | Terre (ext.)    | Martina Hingis    | 6-4, 6-2      | Parcours |
| 8  | 15-04-2002 | Family Circle Cup, Charleston  | Tier I    | 1 224 000 $ | Terre (ext.)    | Patty Schnyder    | 7-65, 6-4     | Parcours |

### Finales en simple dames
| No | Date       | Nom et lieu du tournoi                          | Catégorie | Dotation  | Surface         | Vainqueure                | Score         |          |
| -- | ---------- | ----------------------------------------------- | --------- | --------- | --------------- | ------------------------- | ------------- | -------- |
| 1  | 07-02-1994 | Asian Tennis Open, Osaka                        | Tier III  | 150 000 $ | Moquette (int.) | Manuela Maleeva-Fragnière | 6-1, 4-6, 7-5 | Parcours |
| 2  | 18-04-1994 | International Championships of Spain, Barcelone | Tier II   | 400 000 $ | Terre (ext.)    | Arantxa Sánchez           | 6-0, 6-2      | Parcours |
| 3  | 24-10-1994 | Nokia Grand Prix, Essen                         | Tier II   | 400 000 $ | Moquette (int.) | Jana Novotná              | 6-2, 6-4      | Parcours |
| 4  | 24-04-1995 | Ford Int’l Championships of Spain, Barcelone    | Tier II   | 430 000 $ | Terre (ext.)    | Arantxa Sánchez           | 5-7, 6-0, 6-2 | Parcours |
| 5  | 12-02-1996 | Open Gaz de France, Paris                       | Tier II   | 450 000 $ | Moquette (int.) | Julie Halard-Decugis      | 7-5, 7-6      | Parcours |
| 6  | 30-09-1996 | Sparkassen Cup, Leipzig                         | Tier II   | 450 000 $ | Moquette (int.) | Anke Huber                | 5-7, 6-3, 6-1 | Parcours |
| 7  | 06-11-2000 | Wismilak International, Kuala Lumpur            | Tier III  | 170 000 $ | Dur (ext.)      | Henrieta Nagyová          | 6-4, 6-2      | Parcours |
| 8  | 17-09-2001 | Challenge Bell, Québec                          | Tier III  | 170 000 $ | Moquette (int.) | Meghann Shaughnessy       | 6-1, 6-3      | Parcours |
| 9  | 29-04-2002 | Croatian Ladies Open, Bol                       | Tier III  | 170 000 $ | Terre (ext.)    | Åsa Svensson              | 6-3, 4-6, 6-1 | Parcours |

### Titre en double dames
| No | Date       | Nom et lieu du tournoi   | Catégorie | Dotation  | Surface         | Partenaire       | Finalistes                   | Score    |          |
| -- | ---------- | ------------------------ | --------- | --------- | --------------- | ---------------- | ---------------------------- | -------- | -------- |
| 1  | 05-02-2001 | Open Gaz de France Paris | Tier II   | 565 000 $ | Moquette (int.) | Virginie Razzano | Kimberly Po Nathalie Tauziat | 6-3, 7-5 | Parcours |

### Finales en double dames
| No | Date       | Nom et lieu du tournoi                      | Catégorie | Dotation  | Surface         | Vainqueures                       | Partenaire        | Score         |          |
| -- | ---------- | ------------------------------------------- | --------- | --------- | --------------- | --------------------------------- | ----------------- | ------------- | -------- |
| 1  | 20-02-1995 | EA-Generali Ladies Linz                     | Tier III  | 161 250 $ | Moquette (int.) | Meredith McGrath Nathalie Tauziat | Petra Schwarz     | 6-1, 6-2      | Parcours |
| 2  | 24-04-1995 | Ford Int’l Championships of Spain Barcelone | Tier II   | 430 000 $ | Terre (ext.)    | Larisa Neiland Arantxa Sánchez    | Mariaan de Swardt | 7-5, 4-6, 7-5 | Parcours |
| 3  | 14-08-1995 | du Maurier Lté Open Toronto                 | Tier I    | 806 250 $ | Dur (ext.)      | Gabriela Sabatini Brenda Schultz  | Martina Hingis    | 4-6, 6-0, 6-3 | Parcours |
| 4  | 28-04-1997 | Rexona Cup Hambourg                         | Tier II   | 450 000 $ | Terre (ext.)    | Anke Huber Mary Pierce            | Ruxandra Dragomir | 2-6, 7-6, 6-2 | Parcours |

### Titre en double mixte
| No | Date       | Nom et lieu du tournoi        | Catégorie | Dotation    | Surface    | Partenaire       | Finalistes                 | Score        |          |
| -- | ---------- | ----------------------------- | --------- | ----------- | ---------- | ---------------- | -------------------------- | ------------ | -------- |
| 1  | 31-12-1995 | Hyundai Hopman Cup VIII Perth | ITF       | 700 000 AU$ | Dur (int.) | Goran Ivanišević | Martina Hingis Marc Rosset | 2 matchs à 1 | Parcours |

## Parcours en Grand Chelem

### En simple dames
| Année | Open d'Australie | Open d'Australie    | Internationaux de France | Internationaux de France | Wimbledon       | Wimbledon           | US Open         | US Open            |
| ----- | ---------------- | ------------------- | ------------------------ | ------------------------ | --------------- | ------------------- | --------------- | ------------------ |
| 1992  | -                | -                   | -                        | -                        | -               | -                   | 2e tour (1/32)  | Florencia Labat    |
| 1993  | -                | -                   | 4e tour (1/8)            | Steffi Graf              | -               | -                   | 2e tour (1/32)  | Jana Novotná       |
| 1994  | -                | -                   | 4e tour (1/8)            | Inés Gorrochategui       | 1er tour (1/64) | Sandra Cacic        | 4e tour (1/8)   | Mary Pierce        |
| 1995  | -                | -                   | 1/4 de finale            | Kimiko Date              | 1er tour (1/64) | Angélica Gavaldón   | 1er tour (1/64) | Barbara Paulus     |
| 1996  | 1/4 de finale    | Monica Seles        | 1/4 de finale            | Steffi Graf              | -               | -                   | 1er tour (1/64) | Judith Wiesner     |
| 1997  | 1er tour (1/64)  | Patty Schnyder      | Victoire                 | Martina Hingis           | 1/4 de finale   | Anna Kournikova     | 2e tour (1/32)  | Sandrine Testud    |
| 1998  | 3e tour (1/16)   | Tamarine Tanasugarn | 1/4 de finale            | Lindsay Davenport        | 2e tour (1/32)  | Nathalie Tauziat    | 2e tour (1/32)  | Martina Hingis     |
| 1999  | -                | -                   | -                        | -                        | -               | -                   | 1er tour (1/64) | Jennifer Capriati  |
| 2000  | -                | -                   | 2e tour (1/32)           | Åsa Svensson             | -               | -                   | -               | -                  |
| 2001  | 3e tour (1/16)   | Amélie Mauresmo     | 1er tour (1/64)          | Rita Grande              | 1er tour (1/64) | Meghann Shaughnessy | 3e tour (1/16)  | Martina Hingis     |
| 2002  | 2e tour (1/32)   | Janette Husárová    | 2e tour (1/32)           | Ľudmila Cervanová        | 3e tour (1/16)  | Elena Dementieva    | 3e tour (1/16)  | Daniela Hantuchová |
| 2003  | 1er tour (1/64)  | Cristina Torrens    | 2e tour (1/32)           | Laura Granville          | 1er tour (1/64) | Chanda Rubin        | 1er tour (1/64) | Elena Likhovtseva  |

À droite du résultat, l’ultime adversaire.

### En double dames
| Année | Open d'Australie             | Open d'Australie          | Internationaux de France    | Internationaux de France   | Wimbledon                   | Wimbledon                  | US Open                       | US Open                    |
| ----- | ---------------------------- | ------------------------- | --------------------------- | -------------------------- | --------------------------- | -------------------------- | ----------------------------- | -------------------------- |
| 1993  | -                            | -                         | -                           | -                          | -                           | -                          | 1er tour (1/32) B. Nagelsen   | A. Sánchez Helena Suková   |
| 1994  | -                            | -                         | -                           | -                          | 1er tour (1/32) S. Reece    | N. Medvedeva L. Neiland    | 1er tour (1/32) Ann Grossman  | Laura Golarsa Caroline Vis |
| 1995  | -                            | -                         | 2e tour (1/16) J. Kruger    | E. Makarova E. Maniokova   | 2e tour (1/16) M. de Swardt | Lori McNeil Helena Suková  | 3e tour (1/8) M. Hingis       | G. Fernández N. Zvereva    |
| 1996  | 1er tour (1/32) M. Hingis    | Miho Saeki Yuka Yoshida   | -                           | -                          | -                           | -                          | 1er tour (1/32) Anke Huber    | S. Jeyaseelan Rene Simpson |
| 1997  | 2e tour (1/16) J. Capriati   | G. Fernández A. Sánchez   | 3e tour (1/8) R. Dragomir   | Nicole Arendt M. Bollegraf | 1er tour (1/32) R. Dragomir | S. Appelmans M. Oremans    | 1/4 de finale R. Dragomir     | Nicole Arendt M. Bollegraf |
| 1998  | 3e tour (1/8) R. Dragomir    | L. Davenport N. Zvereva   | 1er tour (1/32) R. Dragomir | C. Martínez P. Tarabini    | 1er tour (1/32) R. Dragomir | L. Davenport N. Zvereva    | 3e tour (1/8) R. Dragomir     | Miho Saeki Yuka Yoshida    |
| 2001  | 2e tour (1/16) Liezel Huber  | Kim Clijsters L. Courtois | 1er tour (1/32) V. Razzano  | K. Habšudová S. Jeyaseelan | 1/4 de finale H. Nagyová    | Lisa Raymond Rennae Stubbs | 1er tour (1/32) H. Nagyová    | L. Courtois Alicia Molik   |
| 2002  | 1er tour (1/32) F. Schiavone | C. Fernández Amy Frazier  | 3e tour (1/8) Nicole Pratt  | S. Asagoe T. Musgrave      | 1er tour (1/32) P. Tarabini | L. Montalvo E. Tatarkova   | 3e tour (1/8) C. Martínez     | E. Gagliardi H. Nagyová    |
| 2003  | 1er tour (1/32) M. Maleeva   | Janet Lee W. Prakusya     | 3e tour (1/8) Tulyaganova   | V. Ruano Paola Suárez      | 2e tour (1/16) B. Rittner   | Petra Mandula P. Wartusch  | 1er tour (1/32) Marta Marrero | L. Granville A. Stevenson  |

Sous le résultat, la partenaire ; à droite, l’ultime équipe adverse.

### En double mixte
| Année | Open d'Australie | Open d'Australie | Internationaux de France      | Internationaux de France | Wimbledon                   | Wimbledon                   | US Open                   | US Open                |
| ----- | ---------------- | ---------------- | ----------------------------- | ------------------------ | --------------------------- | --------------------------- | ------------------------- | ---------------------- |
| 1996  | -                | -                | 1er tour (1/32) Murphy Jensen | P. Tarabini Javier Frana | -                           | -                           | -                         | -                      |
| 1998  | -                | -                | 3e tour (1/8) Todd Martin     | V. Williams J. Gimelstob | -                           | -                           | 1er tour (1/16) Cyril Suk | P. Tarabini D. Johnson |
| 2002  | -                | -                | -                             | -                        | 1er tour (1/32) N. Lapentti | D. Hantuchová Kevin Ullyett | -                         | -                      |

Sous le résultat, le partenaire ; à droite, l’ultime équipe adverse.

## Parcours aux Masters

### En simple dames
| # | Date       | Nom de l'édition                      | ($)       | Surface         | Résultat       | Ultime adversaire | Score         |          |
| - | ---------- | ------------------------------------- | --------- | --------------- | -------------- | ----------------- | ------------- | -------- |
| 1 | 14/11/1994 | Virginia Slims Championships New York | 3 500 000 | Moquette (int.) | 1er tour (1/8) | Jana Novotná      | 6-2, 3-6, 6-1 | Parcours |
| 2 | 13/11/1995 | WTA Tour Championships New York       | 2 000 000 | Moquette (int.) | 1er tour (1/8) | Conchita Martínez | 1-6, 7-5, 6-0 | Parcours |
| 3 | 18/11/1996 | Chase Championships New York          | 2 000 000 | Moquette (int.) | 1/2 finale     | Martina Hingis    | 6-2, 4-6, 6-1 | Parcours |
| 4 | 17/11/1997 | Chase Championships New York          | 2 000 000 | Moquette (int.) | 1/4 de finale  | Nathalie Tauziat  | 7-6, 7-6      | Parcours |

## Parcours aux Jeux olympiques

### En simple dames
| # | Date       | Nom de l'olympiade           | Surface    | Résultat        | Ultime adversaire | Score    |          |
| - | ---------- | ---------------------------- | ---------- | --------------- | ----------------- | -------- | -------- |
| 1 | 23/07/1996 | Olympic Tennis Event Atlanta | Dur (ext.) | 1/4 de finale   | Lindsay Davenport | 7-5, 6-3 | Parcours |
| 2 | 19/09/2000 | Olympic Tennis Event Sydney  | Dur (ext.) | 1er tour (1/32) | Anne Kremer       | 6-2, 6-4 | Parcours |

### En double dames
| # | Date       | Nom de l'olympiade           | Surface    | Résultat        | Partenaire     | Ultimes adversaires               | Score         |          |
| - | ---------- | ---------------------------- | ---------- | --------------- | -------------- | --------------------------------- | ------------- | -------- |
| 1 | 23/07/1996 | Olympic Tennis Event Atlanta | Dur (ext.) | 2e tour (1/8)   | Maja Murić     | Conchita Martínez Arantxa Sánchez | 6-2, 6-1      | Parcours |
| 2 | 19/09/2000 | Olympic Tennis Event Sydney  | Dur (ext.) | 1er tour (1/16) | Silvija Talaja | Els Callens Dominique Monami      | 6-2, 5-7, 6-2 | Parcours |

## Parcours en Coupe de la Fédération
| #                                                                       | Date       | Lieu       | Surface         | Gagnante(s)                        | Perdante(s)                     | Score           |          |
|                                                                         |            |            |                 |                                    |                                 |                 |          |
| 1994 - 1er tour (groupe mondial) - Bulgarie - Croatie - 2 : 1           |            |            |                 |                                    |                                 |                 |          |
| 1                                                                       | 19/07/1994 | Francfort  | Terre (ext.)    | Iva Majoli                         | Magdalena Maleeva               | 3-6, 6-4, 6-4   | Parcours |
| 1                                                                       | 19/07/1994 | Francfort  | Terre (ext.)    | Katerina Maleeva Magdalena Maleeva | Iva Majoli Maja Murić           | 6-2, 6-3        | Parcours |
|                                                                         |            |            |                 |                                    |                                 |                 |          |
| 1997 - 1/4 de finale (groupe mondial II) - Croatie - Autriche - 4 : 1   |            |            |                 |                                    |                                 |                 |          |
| 2                                                                       | 01/03/1997 | Zagreb     | Dur (int.)      | Iva Majoli                         | Barbara Schett                  | 7-5, 4-6, 6-2   | Parcours |
| 2                                                                       | 01/03/1997 | Zagreb     | Dur (int.)      | Judith Wiesner                     | Iva Majoli                      | 6-4, 6-4        | Parcours |
|                                                                         |            |            |                 |                                    |                                 |                 |          |
| 1997 - Barrage (groupe mondial I) - Allemagne - Croatie - 3 : 2         |            |            |                 |                                    |                                 |                 |          |
| 3                                                                       | 12/07/1997 | Francfort  | Moquette (ext.) | Iva Majoli                         | Meike Babel                     | 6-2, 6-3        | Parcours |
| 3                                                                       | 12/07/1997 | Francfort  | Moquette (ext.) | Anke Huber                         | Iva Majoli                      | 6-74, 6-2, 6-0  | Parcours |
| 3                                                                       | 12/07/1997 | Francfort  | Moquette (ext.) | Meike Babel Anke Huber             | Mirjana Lučić Iva Majoli        | 7-64, 6-74, 6-1 | Parcours |
|                                                                         |            |            |                 |                                    |                                 |                 |          |
| 1998 - 1/4 de finale (groupe mondial II) - Croatie - Japon - 4 : 1      |            |            |                 |                                    |                                 |                 |          |
| 4                                                                       | 25/04/1998 | Dubrovnik  | Terre (ext.)    | Iva Majoli                         | Yuka Yoshida                    | 6-2, 6-2        | Parcours |
| 4                                                                       | 25/04/1998 | Dubrovnik  | Terre (ext.)    | Iva Majoli                         | Naoko Sawamatsu                 | 6-2, 6-3        | Parcours |
|                                                                         |            |            |                 |                                    |                                 |                 |          |
| 1998 - Barrage (groupe mondial I) - Croatie - Pays-Bas - 3 : 2          |            |            |                 |                                    |                                 |                 |          |
| 5                                                                       | 25/07/1998 | Bol        | Terre (ext.)    | Amanda Hopmans                     | Iva Majoli                      | 6-1, 6-0        | Parcours |
| 5                                                                       | 25/07/1998 | Bol        | Terre (ext.)    | Iva Majoli                         | Miriam Oremans                  | 6-2, 6-2        | Parcours |
|                                                                         |            |            |                 |                                    |                                 |                 |          |
| 1999 - 1/4 de finale (groupe mondial) - États-Unis - Croatie - 5 : 0    |            |            |                 |                                    |                                 |                 |          |
| 6                                                                       | 17/04/1999 | Raleigh    | Terre (ext.)    | Chanda Rubin                       | Iva Majoli                      | 7-65, 4-6, 10-8 | Parcours |
| 6                                                                       | 17/04/1999 | Raleigh    | Terre (ext.)    | Monica Seles                       | Iva Majoli                      | 6-0, 6-3        | Parcours |
| 6                                                                       | 17/04/1999 | Raleigh    | Terre (ext.)    | Chanda Rubin Monica Seles          | Iva Majoli Silvija Talaja       | 6-3, 6-2        | Parcours |
|                                                                         |            |            |                 |                                    |                                 |                 |          |
| 2000 - Round robin (groupe mondial) - Croatie - Espagne - 1 : 2         |            |            |                 |                                    |                                 |                 |          |
| 7                                                                       | 28/04/2000 | Bari       | Terre (ext.)    | Arantxa Sánchez                    | Iva Majoli                      | 6-4, 6-2        | Parcours |
| 7                                                                       | 28/04/2000 | Bari       | Terre (ext.)    | Jelena Kostanić Iva Majoli         | Magüi Serna Cristina Torrens    | 6-3, 7-63       | Parcours |
|                                                                         |            |            |                 |                                    |                                 |                 |          |
| 2002 - 1er tour (groupe mondial) - Croatie - République tchèque - 3 : 2 |            |            |                 |                                    |                                 |                 |          |
| 8                                                                       | 27/04/2002 | Bol        | Terre (ext.)    | Iveta Benešová                     | Iva Majoli                      | 6-4, 6-1        | Parcours |
| 8                                                                       | 27/04/2002 | Bol        | Terre (ext.)    | Klára Koukalová                    | Iva Majoli                      | 6-4, 6-1        | Parcours |
| 8                                                                       | 27/04/2002 | Bol        | Terre (ext.)    | Jelena Kostanić Iva Majoli         | Iveta Benešová Eva Birnerová    | 6-1, 6-2        | Parcours |
|                                                                         |            |            |                 |                                    |                                 |                 |          |
| 2002 - 1/4 de finale (groupe mondial) - Autriche - Croatie - 4 : 1      |            |            |                 |                                    |                                 |                 |          |
| 9                                                                       | 20/07/2002 | Pörtschach | Terre (ext.)    | Barbara Schwartz                   | Iva Majoli                      | 6-2, 6-3        | Parcours |
| 9                                                                       | 20/07/2002 | Pörtschach | Terre (ext.)    | Iva Majoli                         | Barbara Schett                  | 6-4, 6-3        | Parcours |
|                                                                         |            |            |                 |                                    |                                 |                 |          |
| 2003 - 1er tour (groupe mondial) - Russie - Croatie - 4 : 1             |            |            |                 |                                    |                                 |                 |          |
| 10                                                                      | 26/04/2003 | Moscou     | Moquette (int.) | Elena Dementieva                   | Iva Majoli                      | 6-1, 6-4        | Parcours |
| 10                                                                      | 26/04/2003 | Moscou     | Moquette (int.) | Anastasia Myskina                  | Iva Majoli                      | 6-2, 7-5        | Parcours |
|                                                                         |            |            |                 |                                    |                                 |                 |          |
| 2004 - 1er tour (groupe mondial) - Belgique - Croatie - 3 : 2           |            |            |                 |                                    |                                 |                 |          |
| 11                                                                      | 24/04/2004 | Bree       | Terre (int.)    | Darija Jurak Iva Majoli            | Elke Clijsters Kirsten Flipkens | 6-4, 6-1        | Parcours |

## Classements WTA en fin de saison

### En simple
| Année | 1992 | 1993 | 1994 | 1995 | 1996 | 1997 | 1998 | 1999 | 2000 | 2001 | 2002 | 2003 | 2004 |
| Rang  | 50   | 46   | 13   | 9    | 8    | 6    | 25   | 163  | 73   | 42   | 32   | 131  | 315  |

Source : (en) « Classements de Iva Majoli », sur le site officiel du WTA Tour

### En double
| Année | 1993 | 1994 | 1995 | 1996 | 1997 | 1998 | 1999 | 2000 | 2001 | 2002 | 2003 | 2004 |
| Rang  | 163  | 83   | 28   | 100  | 33   | 55   | 133  | 369  | 58   | 112  | 162  | 363  |

Source : (en) « Classements de Iva Majoli », sur le site officiel du WTA Tour